# Projector
Albums de Dark Tranquility
The Mind's I Haven
Projector est le 4e album studio du groupe de death metal mélodique suédois Dark Tranquility. Sorti en 1999, c'est leur premier sur Century Media.

## Composition du groupe
- Mikael Stanne : chant
- Niklas Sundin : guitare
- Fredrik Johansson : guitare
- Martin Henriksson : basse
- Anders Jivarp : batterie
- Johanna Andersson (invitée) : chant

## Liste des chansons de l'album
1. Freecard - 4:30
2. Thereln - 5:53
3. Undo Control - 5:09
4. Auctioned - 6:03
5. To A Bitter Halt - 4:46
6. The Sun Fired Blanks - 4:15
7. Nether Novas - 6:09
8. Day To End - 3:08
9. Dobermann - 4:38
10. On Your Time - 5:37